# 迷迭香火绒草
迷迭香火绒草（学名：Leontopodium rosmarinoides）为菊科火绒草属下的一个种。

## 扩展阅读
- 維基物種上的相關：迷迭香火绒草